# بيل كين (عالم نبات)
بيل كين (بالإنجليزية: Bill Cane)‏ هو عالم نبات أسترالي، ولد في 1911، وتوفي في 1987.